# تاتئویک مانوکیان
تاتویک مانوکیان (ارمنی: Տաթեւիկ Մանուկյան؛ زادهٔ ۱۹ مارس ۱۹۹۱) بازیکن فوتبال در پست هافبک اهل ارمنستان است.

## تیم ملی
وی همچنین در تیم ملی فوتبال زیر ۱۷ سال زنان ارمنستان، تیم ملی فوتبال زیر ۱۹ سال زنان ارمنستان و تیم ملی فوتبال زنان ارمنستان بازی کرده‌است. 